# Sagres (bier)
Sagres is een Portugees biermerk. Het bestaat sinds 1940 en is samen met Super Bock een van de bekendste Portugese biermerken. Het bier wordt gebrouwen bij Central de Cervejas (eigendom van Heineken).

## Merken
- Branca – Pils
- Preta – een donkerbier, lange tijd de enige op de Portugese markt.
- Limalight – Met citroensmaak
- Zero Branca – alcoholvrije pils
- Zero Preta – alcoholvrij donkerbier
- Zero Limalight – alcoholvrij bier met citroensmaak
- Bohemia – Pils met een hoger alcoholgehalte (6,2 %)
- Bohemia Reserva 1835 – Pils met een hoger alcoholgehalte (6,6 %)
- Bohemia De Ouro – Pils met een hoger alcoholgehalte (5,7 %)